# Pavel Pavel

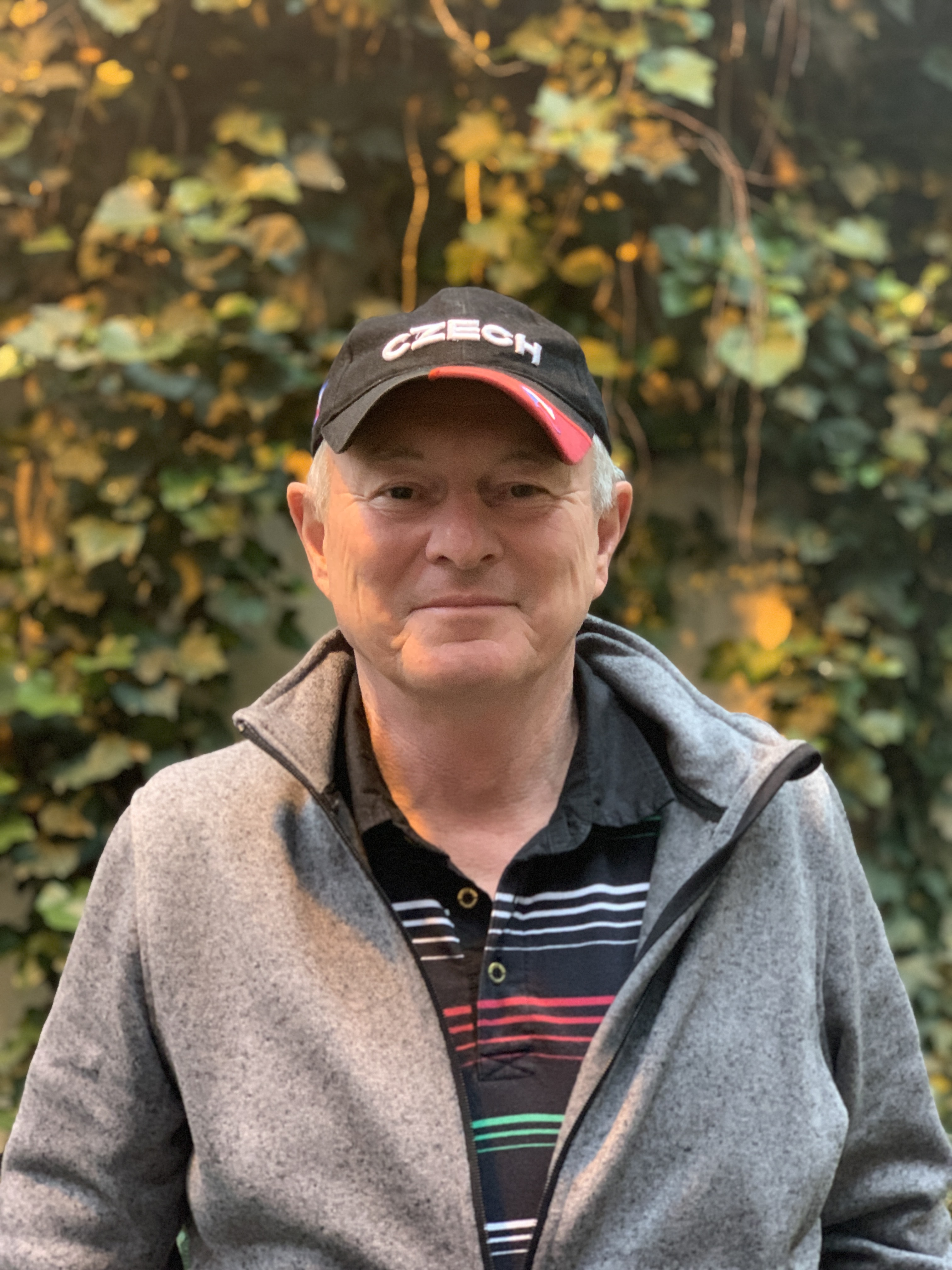
Pavel Pavel (Prag, 2020)

Pavel Pavel (* 11. März 1957 in Strakonice) ist ein tschechischer Ingenieur, experimenteller Archäologe und Politiker.

## Leben
Pavel studierte Elektrotechnik an der Hochschule für Maschinenbau und Elektrotechnik in Pilsen. In seiner Freizeit beschäftigte er sich mit der Frage, wie alte Zivilisationen schwere Lasten und Gewichte bewegt und transportiert haben.
Nach der Samtenen Revolution wurde er ab 1989 als Mitglied der konservativen Občanská demokratická strana politisch aktiv. Er war mehrfach als Kandidat für den Senat des Parlaments der Tschechischen Republik aufgestellt und hat 2000 PAVEL PAVEL s.r.o., eine Firma für Schwertransporte, gegründet.

## Experimentelle Archäologie
Thor Heyerdahls Kon-Tiki inspirierte Pavel in den 1980er Jahren zu Versuchen mit antiken Lasttransporten zu den Moai-Figuren der Osterinsel. Ein 1982 in Böhmen durchgeführtes Experiment führte Pavel 1986 auf Einladung Heyerdahls auf den Osterinsel erneut und erfolgreich durch.

## Schriften (Auswahl)
- Rapa Nui, České Budějovice, 1989.
- mit Jaroslav Malina: Jak vznikly největší monumenty dávnověku, Prag 1994, ISBN 80-205-0211-4.
- Rapa Nui, Der Mann, der den Moai-Spaziergang gemacht hat, Erste spanische Ausgabe, Rapanui Press 2014, chile. ISBN 978-956-9337-06-2. www.rapanuipess.com